# Половинне (Цілинний округ)
Полови́нне (рос. Половинное) — село у складі Цілинного округу Курганської області, Росія.
Населення — 989 осіб (2010, 1138 у 2002).
Національний склад станом на 2002 рік:
- росіяни — 89 %